# Varasdi Géza
Varasdi Géza (Budapest, 1928. február 6. – 2022. május 4. előtt) olimpiai bronzérmes, Európa-bajnok atléta, rövidtávfutó.
Tagja volt a „villámikrek” néven ismert, az 1952. évi olimpián bronzérmes és az 1954-es atlétikai Európa-bajnokságon aranyérmes 4 x 100-as magyar váltónak. 
1956-ban Melbourne-ben a 4 x 100-as váltóval a kilencedik helyet szerezte meg.
Varasdi az olimpia után Ausztráliában maradt, és haláláig ott élt.